# Евлаштау
Евлаштау (тат. Яулаштау, Түбән Мишәбаш) — село в Сабинском районе Республики Татарстан, административный центр Евлаштауского сельского поселения.

## География
Село находится на реке Мёша, в 15 км к северо-востоку от районного центра — посёлка городского типа Богатые Сабы.

## История
Первоисточники упоминают о селе под названиями Евлашева, Евластова с 1678 года.
В сословном плане, в XVIII веке и вплоть до 1860-х годов, жителей села причисляли к государственным крестьянам. Их основные занятия в этот период — земледелие и разведение скота.
В начале XX века в селе действовали мечеть (построена в 1871 г.), мектеб, мельница, мелочная лавка, завод по обработке кожевенного сырья. В этот период земельный надел сельской общины составлял 1106,9 десятины.
До 1920 года село входило в Букмышскую волость Мамадышского уезда Казанской губернии. С 1920 года в составе Мамадышского кантона ТАССР. С 10 августа 1930 года в Сабинском районе.
В 1929 году в селе был организован колхоз, с 1994 года коллективное предприятие «Тан».

## Население
| 1782 | 1859 | 1897 | 1908 | 1920 | 1926 | 1938 | 1949 | 1970 | 1979 | 1989 | 2002 | 2010 | 2020 |
| ---- | ---- | ---- | ---- | ---- | ---- | ---- | ---- | ---- | ---- | ---- | ---- | ---- | ---- |
| 69   | 502  | 640  | 671  | 714  | 653  | 626  | 550  | 509  | 484  | 440  | 455  | 451  | 376  |

Национальный состав села — татары.

## Экономика
Село находится в составе отделения «Евлаштау» общества с ограниченной ответственностью «Саба». Жители занимаются преимущественно растениеводством и животноводством.

## Инфраструктура
В селе действуют средняя школа, дом культуры (с 1973 г.), библиотека, детский сад (с 1983 г.), фельдшерско-акушерский пункт.

## Религия
Мечеть (с 1922 г., в 1930-х гг. закрыта, в здании располагался клуб, в 1993 г. вновь открыта; памятник культовой архитектуры).